# 篦齿蕨
篦齿蕨（学名：Metapolypodium manmeiense），为水龙骨科篦齿蕨属下的一个植物种。